# 南意大利
南意大利（意大利語：Italia Meridionale或Mezzogiorno）是一个地理概念。其范围大致上相当于中世紀的那不勒斯王国和近代的兩西西里王國。一般包括了今日的巴斯利卡塔、坎帕尼亚、卡拉布里亚、普利亚、莫利塞五个大区，有时还包括阿布鲁佐、拉齐奥南部、西西里岛和撒丁岛。

## 名称
在地中海文化中，南方和正午 (Mezzogiorno) 是同义词。因为从北回歸線以北的北半球来看，正午的太阳总是出现在南方。

## 歷史

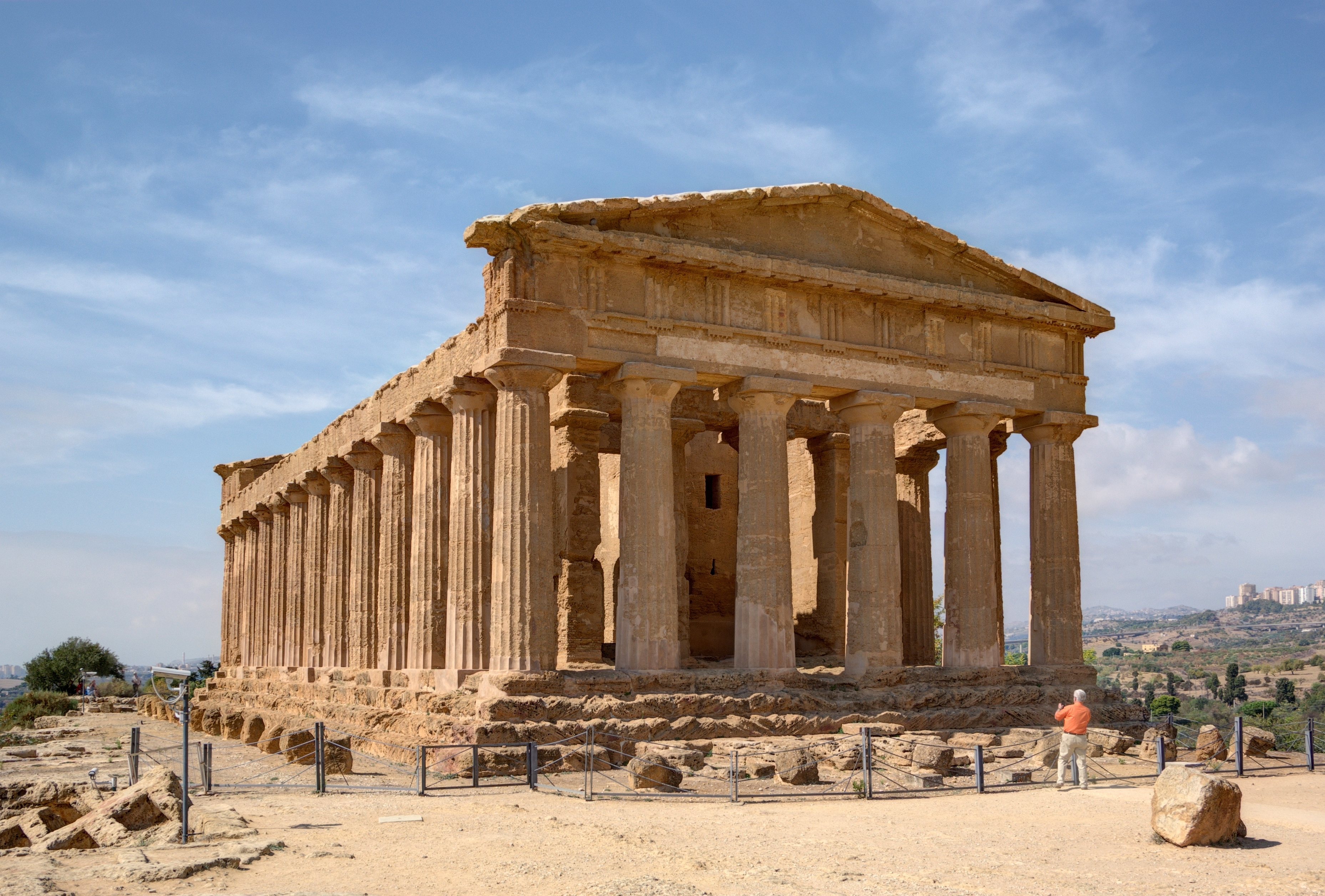
协和神庙

相對於北意大利和羅馬，南意大利擁有更爲悠久的歷史和文化。腓尼基人和古希腊殖民者建立了許多城邦。大部分在今天仍然是主要城市如巴勒莫、那不勒斯。後來成爲了羅馬共和國和羅馬帝國的一部分。
中世紀時這裏曾在東羅馬帝國，阿拉伯人和諾曼人的统治下，也有一些重要的獨立力量如阿瑪菲。之後這裏是兩西西里王國。1861年成爲現代意大利國家的一部分。
18世纪以后，南意大利的工業化和經濟發展逐渐落後於北意大利。连续数百年的独立王国状态使得南意大利人对意大利国家的统一多有不满，出现了不同程度的有组织犯罪。19世纪末和20世纪上半叶，南意大利人大量移民美国，阿根廷等地。以致于在部分人的刻板印象中，意大利南部常常与贫穷、犯罪和黑手党联系在一起。

## 地理

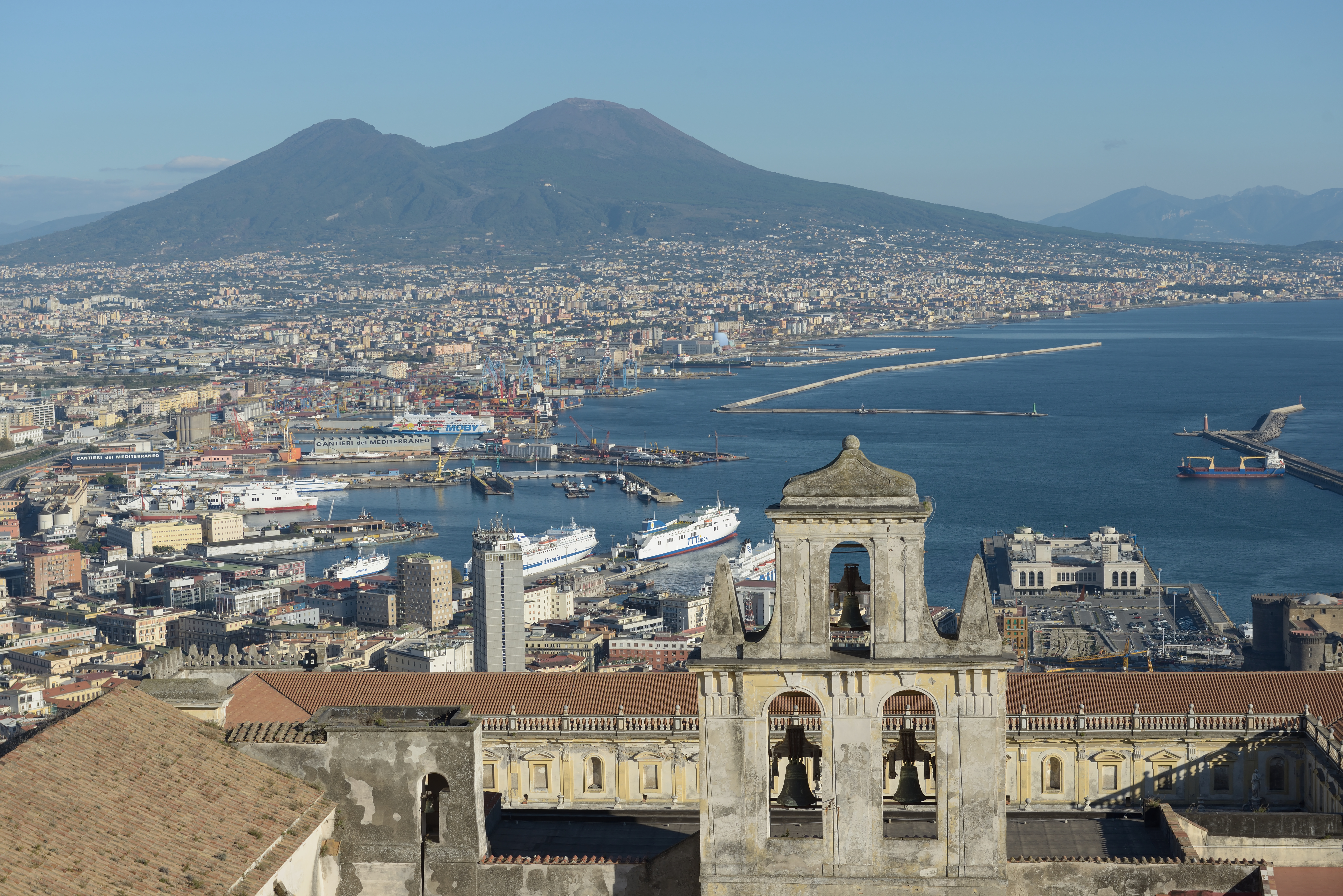
那不勒斯和维苏威火山

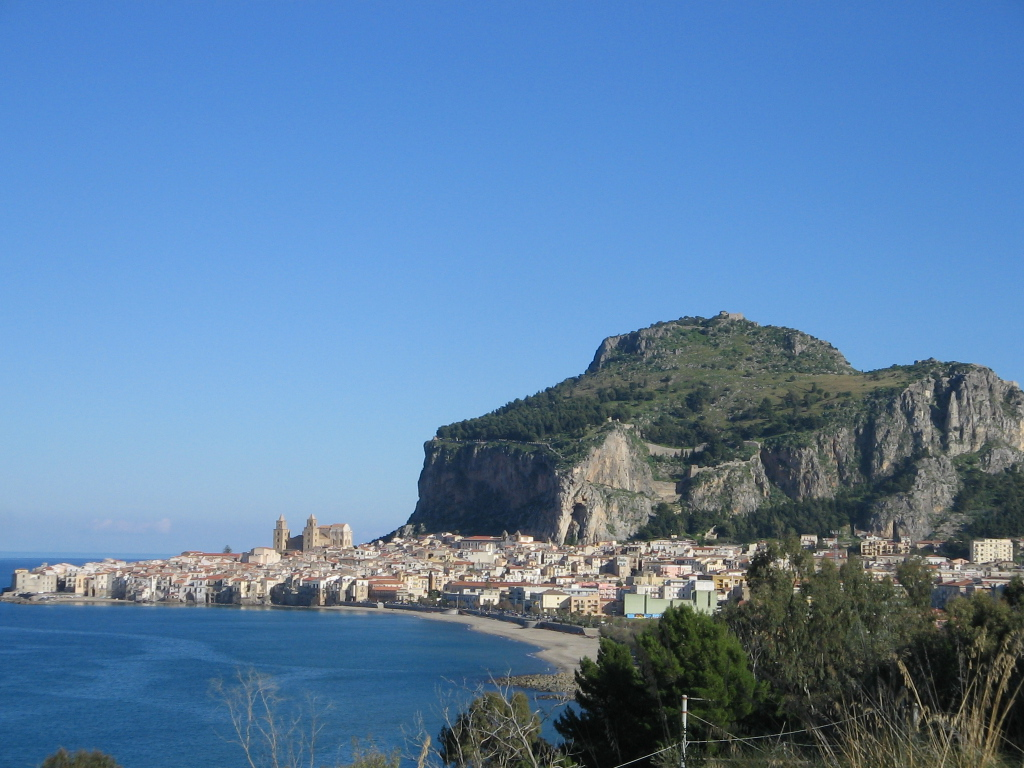
西西里岛的切法卢

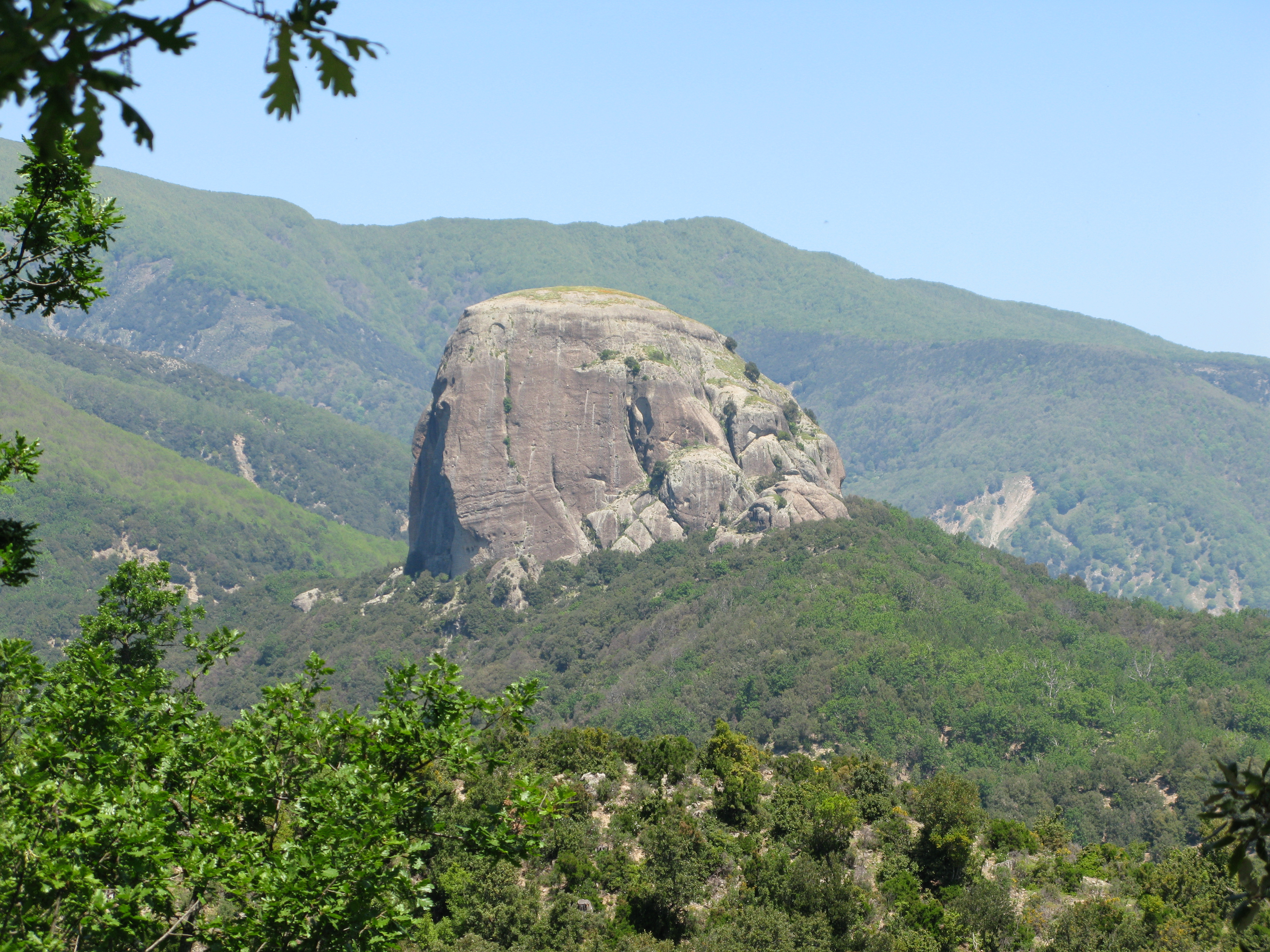
卡帕岩（Pietra Cappa），阿斯普羅山

南意大利在西北部与拉齐奥大区接壤，在东北部与马尔凯大区接壤，东部、西部和南部濒临地中海。该地区的地形以丘陵和山地为主，较大的平原有：普利亚平原（意大利半岛第二大平原）、萨伦托平原、坎皮达诺平原、梅塔蓬托平原、塞莱平原、锡巴里平原、卡塔尼亚平原和坎帕尼亚平原。
亚平宁山脉从南到北贯穿整个南部地区，主要的高峰有：格兰萨索峰（海拔2912米）、阿马罗山（2793米）、米莱托山（2050米，马泰塞山脉）、泰米尼奥山（1806米）和切尔维亚尔托山（1809米，坎帕尼亚亚平宁山脉）、波利诺山（2248米）、多尔切多尔梅山（2267米）、帕帕山（2005米）、阿尔皮山（1900米，卢卡尼亚亚平宁山脉）、博特多纳托山（1930米，卡拉布里亚亚平宁山脉）、蒙塔尔托山（阿斯普罗蒙特山脉，1956米）。阿斯普羅蒙特山位于阿斯普罗蒙特国家公园内；切尔瓦蒂山（1899米）和盖尔比森山（或诺维韦利亚圣山）都位于奇伦托国家公园内，罗卡蒙菲纳山海拔1006米。
南部地区的前五大城市为那不勒斯、巴勒莫、巴里、卡塔尼亞和墨西拿。
南部地区地震活动频繁；主要的地震事件包括2009年的拉奎拉地震，1980年的伊尔皮尼亚地震（造成2914人死亡，28万人无家可归），以及更早的1915年马尔西卡地震和1908年墨西拿大地震。

### 气候
沿海地区属于典型的地中海氣候，山区属于温带湿润气候。

## 经济
尽管20世纪下半叶发生了变化，南北的发展不平衡仍然存在。南部地区约占意大利劳动力的三分之一，但仍有超过20%的人口被排除在就业市场之外。年轻人尤其严重。
造成这一问题的原因包括缺乏投资、缺乏基础设施、黑手党渗透为特征的非法活动以及社会资本积累低等。
2017年南部地区GDP为3876.67亿欧元，占全国国内生产总值的22.5%；人均GDP达18,550欧元，约占全国人均GDP28,500欧元的65%。

### 垃圾处理
意大利南部的垃圾处理广受诟病，城市环境在欧洲标准下较为肮脏。在人群密集的位置常年缺少公共厕所，以及破窗效应人们会乱丢垃圾。巴勒莫和那不勒斯被英国《每日快報》评为欧洲最脏和第五髒的城市。

## 文化

### 语言
直到意大利统一后，南部仍然有较强的语言认同：当地人中最广泛流行的语言，实际上是意大利中南部方言，属于義大利-達爾馬提亞語支和意大利-西罗曼语支，分为那不勒斯语和西西里语等。
撒丁岛的情况有所不同，它拥有特殊的文化以及自己的罗曼语言：薩丁尼亞語。

### 烹饪

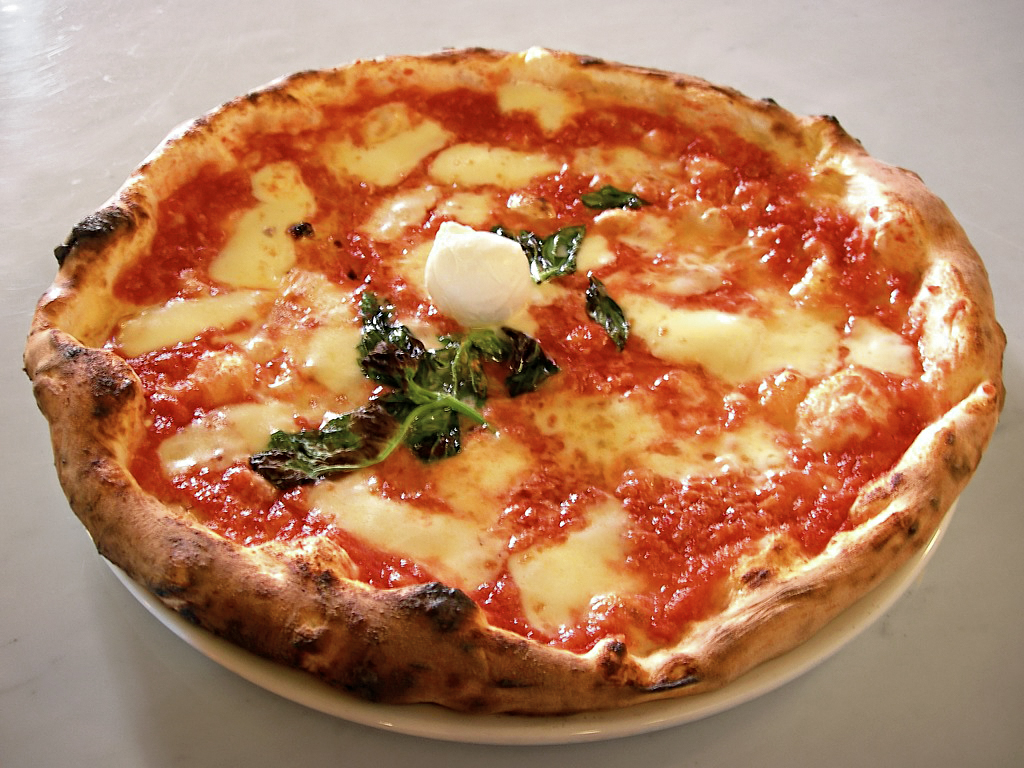
瑪格麗塔披薩

南意大利有着丰富的烹饪传统，比起意大利北部和中部，南部意大利菜餚是典型的地中海飲食，口味清鮮，多用橄欖油，有許多含海鮮的菜色。披萨发源于南意大利，随着意大利移民带到了新大陆并流行开来。

### 音樂舞蹈
- 歌劇
- 曼陀鈴
- 塔兰泰拉（Tarantella），这是一种快速、节奏性强的古老舞蹈，通常伴随着手风琴、铉鼓和其他乐器。

### 民俗

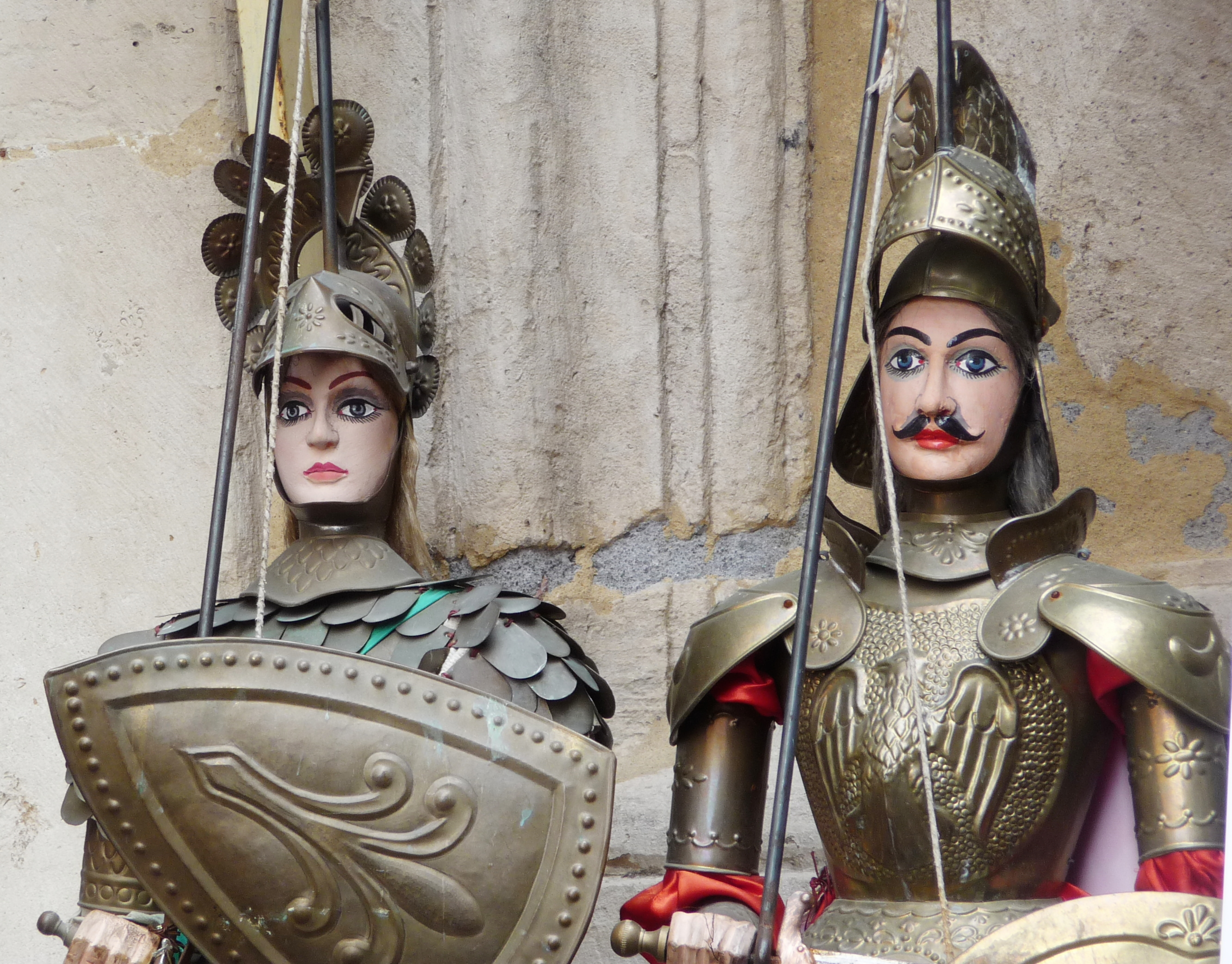
卡塔尼亞木偶

南意大利的传统手工艺延续了妖冶怪诞的中世纪风格。
- 西西里木偶剧

### 建筑

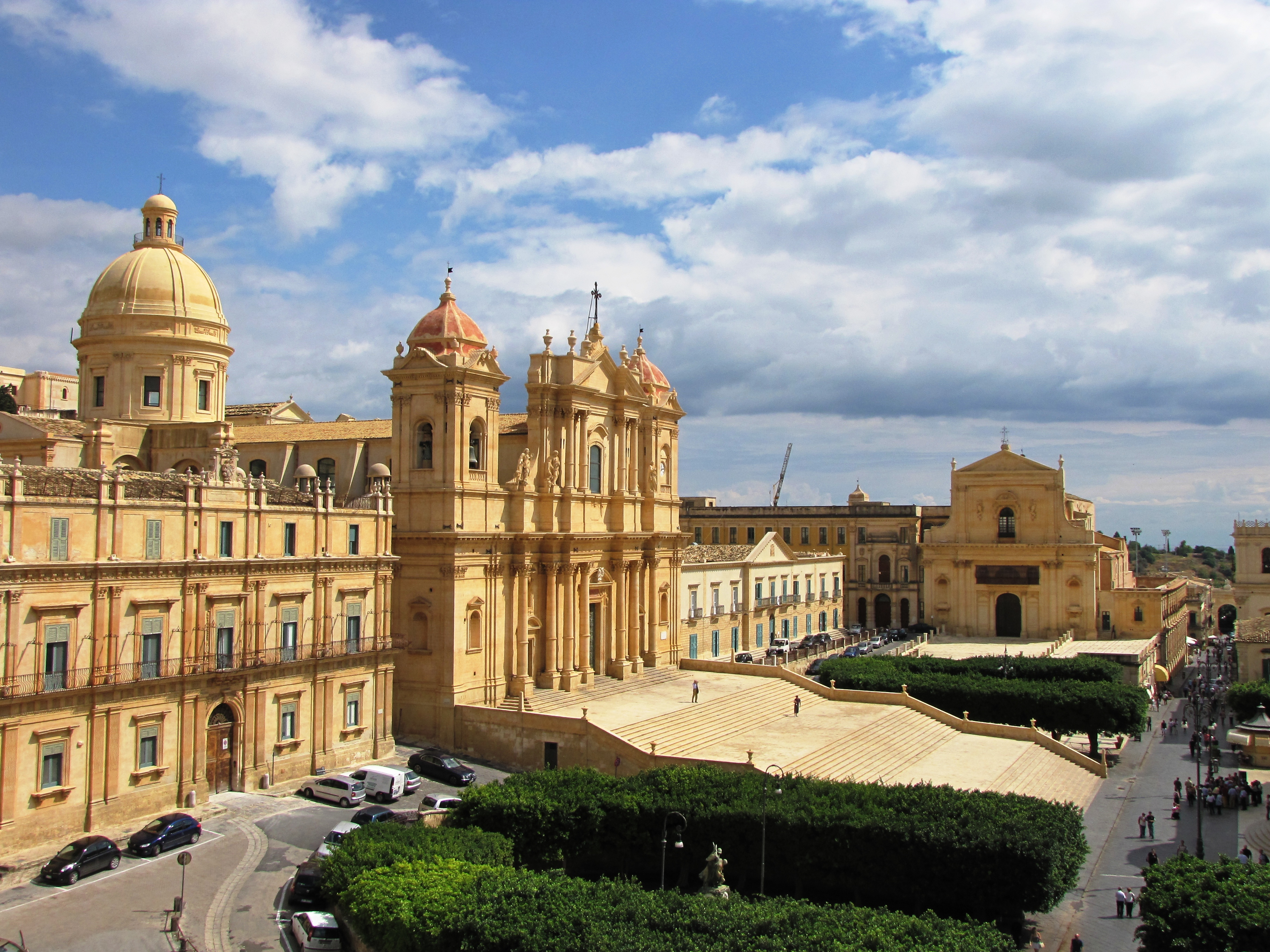
诺托壁垒，巴洛克艺术的高峰

南意大利是还未被大规模推倒重建的地区中最古老的，拥有历史上不间断的地中海建築艺术瑰宝。联合国教科文组织世界遗产名录中，南部有21处。
- 諾曼式建築
- 西西里巴洛克

### 流行文化
- 美国电影《教父》三部曲

## 交通

### 海运
南意大利有通向地中海各地的港口，较大的港口有那不勒斯港，焦亚陶罗，塔兰托，巴勒莫，卡塔尼亞等。

### 航空
南部主要的机场有那不勒斯國際機場，卡塔尼亞-豐塔納羅沙機場等。

## 延伸阅读
- 北義大利
- 中義大利
- 島嶼義大利
- 大希腊
- 阿马尔菲公国
- 那不勒斯王国
- 两西西里王国